# Andrzej Łupina
Andrzej Michał Łupina (ur. 1 kwietnia 1946 w Lublinie) – polski działacz państwowy i dyplomata, ambasador RP w Zairze (1990–1996), Algierii (1998–2002) i Senegalu (2005–2008). 

## Życiorys
Ukończył studia ekonomiczne na Uniwersytecie Marii Curie-Skłodowskiej (1975) oraz podyplomowe w Akademii Dyplomatycznej w Wiedniu. Na Wydziale Ekonomicznym UMCS uzyskał w 1988 stopień doktora nauk ekonomicznych za pracę pt. Społeczno-ekonomiczne aspekty ruchu ekologicznego (promotor - Tadeusz Przeciszewski).
W latach 1975–1985 zatrudniony jako szef Działu Współpracy Gospodarczej z Zagranicą w Instytucie Kształtowania Środowiska w Warszawie. Z ramienia Stronnictwa Demokratycznego zasiadał w radach narodowych różnego stopnia (m.in. w Stołecznej Radzie Narodowej w latach 1980–1984), był również redaktorem naczelnym pisma "Głos Demokracji" oraz prezesem Stołecznego Komitetu SD. Od 1986 do 1990 pracował jako starszy specjalista w Instytucie Gospodarki Przestrzennej. Był także sekretarzem Zespołu ds. Współpracy w Centrum Osiedli Ludzkich ONZ Habitat i konsultantem Programu Ochrony Środowiska ONZ.
Następnie został wysłany do Zairu jako ambasador RP (1990–1996). Po powrocie do kraju pracował jako doradca i starszy radca ministra spraw zagranicznych (1996–1997). W latach 1998–2002 ponownie przebywał w Afryce jako ambasador w Algierii. Od 2003 do 2005 był ambasadorem tytularnym w Departamencie Strategii i Planowania Polityki Zagranicznej MSZ. Od 2005 do 2008 sprawował funkcję ambasadora w Senegalu.
Zna angielski, francuski, niemiecki, rosyjski.